# Johann Wilhelm Brügelmann
Johann Wilhelm Brügelmann (* 1721 in Elberfeld (heute Stadtteil von Wuppertal); † 31. Dezember 1784 ebenda) war Bürgermeister in Elberfeld.

## Leben
Brügelmann wurde als Sohn des Kaufmanns Engelbert Brügelmann (1694–1738) und dessen Frau Maria Magdalena Jacobi (1697–1781) geboren und am 14. Dezember 1721 getauft. Er selbst heiratete am 3. September 1747 in Radevormwald Anna Gertrud Kühnen (1721–1754), mit der er vier Kinder hatte. Das zweite dieser Kinder war Johann Gottfried Brügelmann (1750–1802), der Gründer der ersten Fabrik auf europäischem Festland. Nachdem seine Frau nur wenige Tage nach der Geburt des letzten Kindes gestorben war, heiratete er noch ein zweites Mal. Dieses Mal ehelichte er Maria Kersten (1723–1799), eine Schwester der Gründer des Bankhauses Gebrüder Kersten. Mit dieser Frau hatte Brügelmann nochmal zwei Kinder, das letzte war Carl Friedrich Brügelmann, der Bürgermeister des Jahres 1792.
Brügelmann selbst begann wie sein Vater als Kaufmann in Elberfeld und wurde 1759 und 1760 in den Rat der Stadt Elberfeld gewählt. Im Jahr 1762 wurde er Bürgermeister und im Jahr darauf folglich Stadtrichter der Stadt Elberfeld. Danach war er von 1764 bis 1768 wieder Ratsmitglied.